# Podpreska
Podpreska je naselje v Občini Loški Potok.